# 东山坡墓群
东山坡墓群，位于中国甘肃省武威市凉州区，为一个省级文物保护单位，类型为古墓葬。
东山坡墓群的历史年代为魏、晋。